# Hosenträger

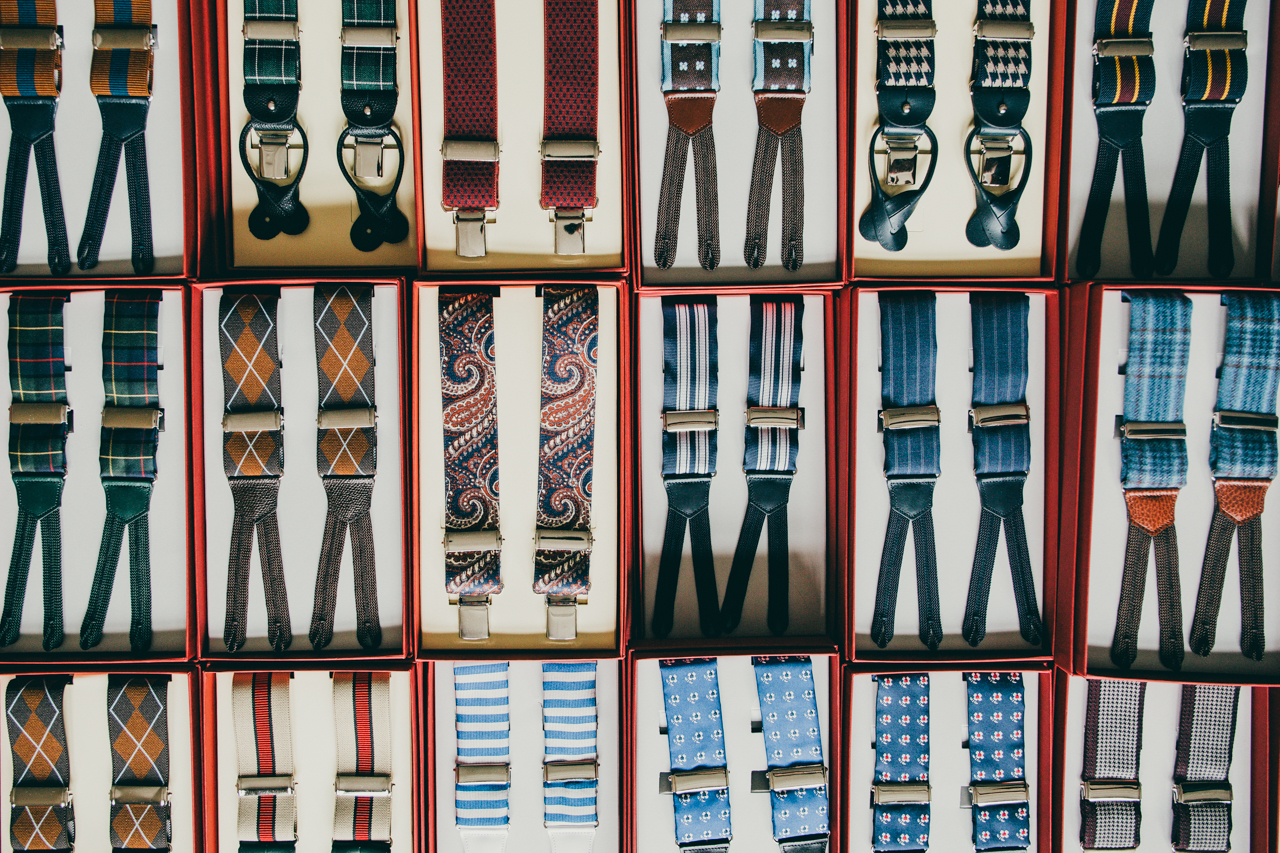
Hosenträger mit Schlaufen und Clips, Berlin 2021

Hosenträger (ehemals Hosenhebe) sind Bänder, die am Hosenbund befestigt und über die Schultern gelegt werden. Sie bewirken, dass der Hosenbund auf korrekter Höhe an der Taille sitzt, und haben somit die gleiche Funktion wie ein Gürtel.

## Verwendung

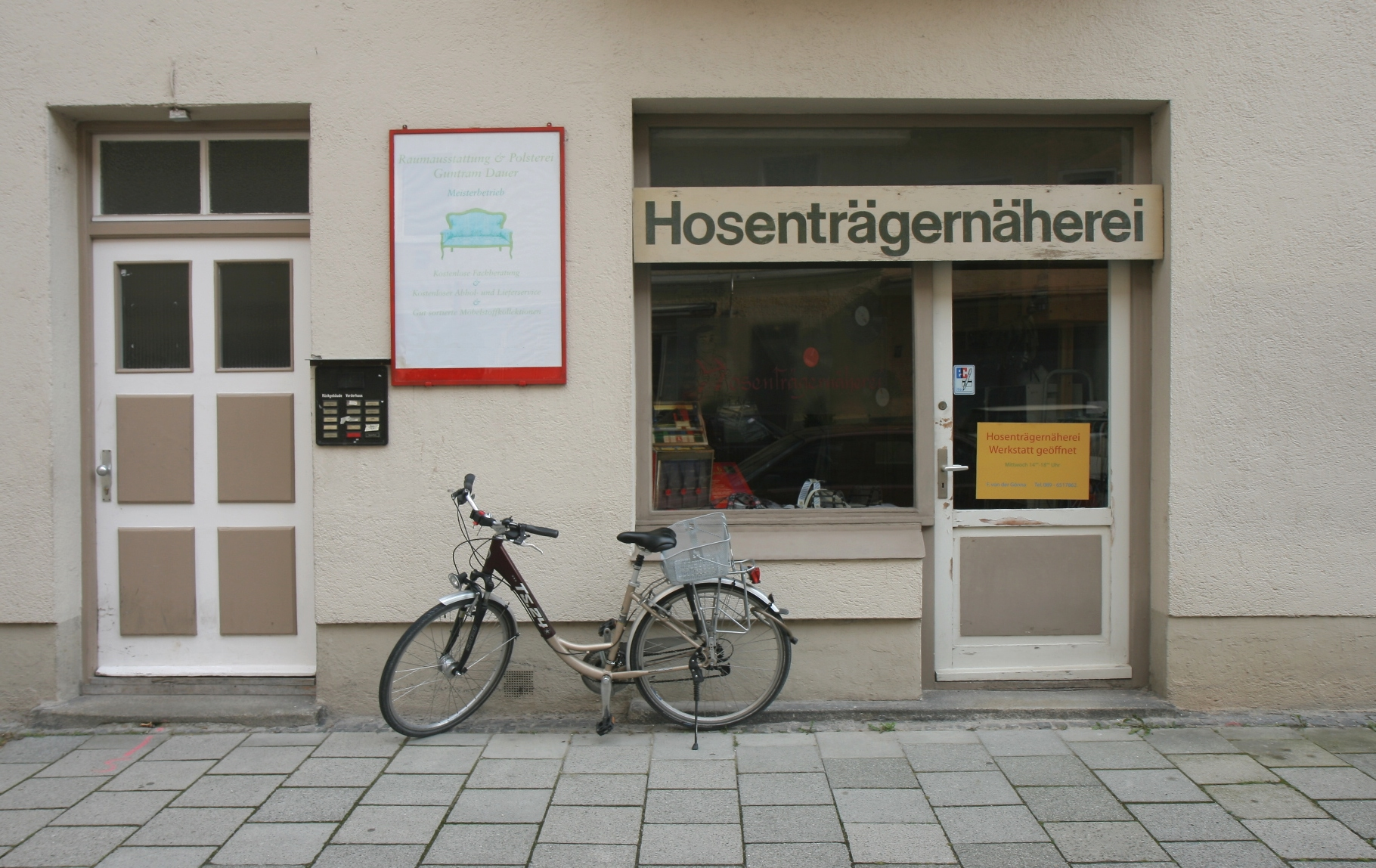
Hosenträgernäherei in München (2009)

Hosenträger bestehen aus zwei meist gewebten Bändern aus Gummi, Filz oder Seide, die mit Hilfe von Knöpfen oder Metallklemmen am Hosenbund befestigt werden.
Es gibt sie in H-, X- oder Y-Form. Die H-Form verläuft von der Befestigung aus parallel nach oben und über je eine der Schultern des Trägers. Bei der X-Form sind sie auf dem Rücken überkreuzt, meist mit Hilfe eines Lederteils, zusammengenäht oder durch eine Metallklammer gleitend zusammengehalten und verlaufen dann zu der ihrem Ursprung schräg gegenüberliegenden Klemme. Genähte Varianten gibt es auch in Y-Form, bei der die beiden Bänder in der Nahtstelle zu einem einzelnen, am Rücken senkrecht nach unten verlaufenden Band zusammenlaufen.
Klassische Träger besitzen keine Klemmen, sondern gewebte Laschen oder Lederrollzüge, mit denen sie an der Hose festgeknöpft werden. Vorne befinden sich die Knöpfe rechts und links vom Hosenschlitz, hinten ragen mittig Stofflaschen mit Knöpfen aus dem Bund. Hochwertige Hosen werden entweder für Gürtel oder für Hosenträger angefertigt, somit haben die entsprechenden Hosen keine Schlaufen am Bund (wie beispielsweise bei der Frackhose) und der Hosenträger die einzige Wahl. Der Bund für Hosenträger ist meist weiter und höher (auf Höhe des Bauchnabels) als der für Gürtel.
Die meisten Hosenträger besitzen, üblicherweise an der Vorderseite, Teile, mit denen eine Längenänderung des Bandes möglich ist. Auf diese Weise können Hosenträger in wenigen, fest abgestuften Längen hergestellt werden, während die Feineinstellung vom Träger selbst vorgenommen wird.
Normale Hosenträger sind so geschnitten, dass nichts von ihnen sichtbar ist, wenn ein Anzug (Sakko oder Weste) darüber getragen wird. Speziell bei Trachten hingegen sind sie aber absichtlich ein sichtbarer Teil, der oft stark verziert und bestickt ist. Sie können dabei auch ganz aus Leder sein.
Englische Herrenschneider verwenden spezielle Hosenschnitte für die ausschließliche Verwendung mit Hosenträgern.

## Geschichte

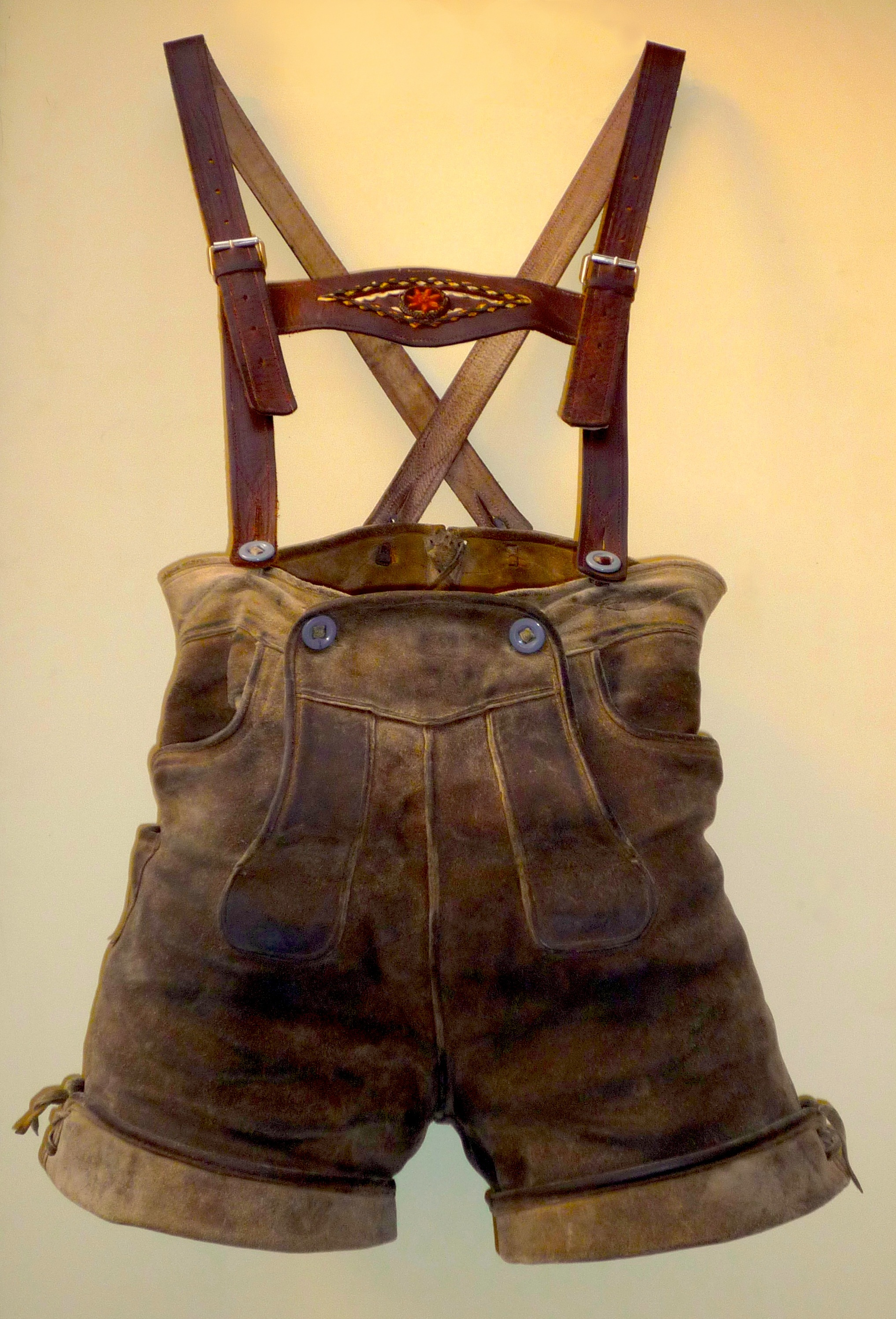
Kurze Trachtenlederhose von 1940 für Jugendlichen mit H-Trägern und umgeschlagenem Hosensaum

Anfang des 18. Jahrhunderts kamen Hosenträger mit Quersteg an Arbeits-, Jugend- und Kinderhosen sowie in der Volkstracht auf. Ende des 18. Jahrhunderts wurden sie dann auch für Männer allgemein üblich und schließlich sogar zu einem männlichen Geschlechtszeichen: im süddeutschen Raum existierte der Volksglaube, dass die während einer Schwangerschaft aus dem Fenster gehängten Hosenträger des Vaters zur Geburt eines Jungen führten.
Im 19. Jahrhundert trug man Hosenträger in X-Form und unter der Weste versteckt, da sie als Unterwäsche galten. Nur bei Trachtenhosen war er immer ein sichtbares Schmuckstück. Im Jahr 1819 verwendete Thomas Hancock Gummi für die Herstellung elastischer Hosenträger.
Um 1913 wurde mit dem allmählichen Weglassen der Weste beim Alltags- und Sportanzug der Hosenträger durch den Gürtel ersetzt. Bei einem starken Bauch kann ein Gürtel jedoch die Hose nicht auf Taillenhöhe halten, daher ist in diesem Fall die Verwendung von Hosenträgern sehr sinnvoll.
Nach dem Zweiten Weltkrieg trug man den Hosenträger in Deutschland noch zur Abendhose, heute meist nur noch an der Frackhose, abgesehen von ihrer Verwendung als eine Art Hilfsmittel im Alltag.
In den 1980er Jahren war es eine Zeit lang Yuppie-Mode, bunte Hosenträger nach US-amerikanischem Vorbild zu tragen. Dies hatte auch seine Wirkung im Börsenthriller Wall Street (1987) von Oliver Stone, in dem Michael Douglas als Raider Gordon Gekko auffällige Hosenträger benutzte. Dies sollte die Angehörigkeit zum Seniormanagement verkörpern. In den 1980er und 1990er Jahren hatten darüber hinaus auch viele Frauen Hosenträger an.
Auch unter Skinheads und Punks ist es üblich, Hosenträger zu tragen. Diese werden entweder, wie im eigentlichen Sinne, zum Tragen der Hose benutzt oder herunterhängend als Accessoire getragen.

## Prominente Träger

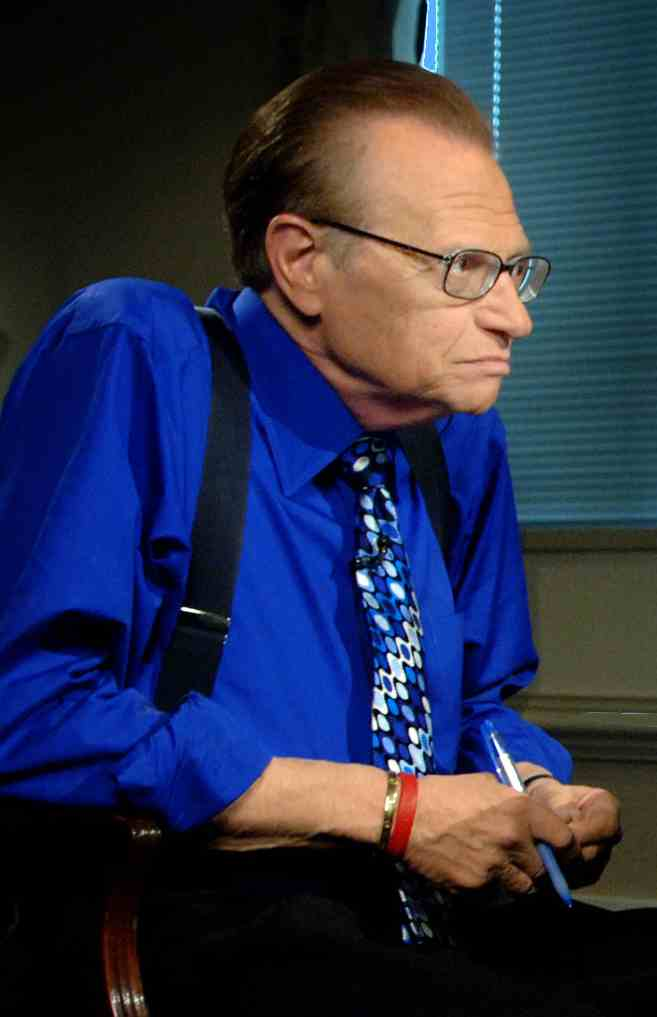
(Hosenträger-)Träger Larry King

- Der CNN-Fernsehjournalist Larry King war bekannt für seine bunten, über dem Hemd getragenen Hosenträger.
- Der Sänger und Moderator Götz Alsmann trägt ebenfalls Hosenträger.
- Peter Behrens (Schlagzeuger der NDW-Band Trio) präsentierte sich stets in weißem T-Shirt und weißer Hose, die von roten Hosenträgern gehalten wurde.